# Hymeniacidon consimilis
Hymeniacidon consimilis är en svampdjursart som beskrevs av Ferrer-Hernandez 1914. Hymeniacidon consimilis ingår i släktet Hymeniacidon och familjen Halichondriidae. Inga underarter finns listade i Catalogue of Life.